# فر اوکس (آرکانزاس)
فر اوکس (به انگلیسی: Fair Oaks) یک منطقهٔ مسکونی در ایالات متحده آمریکا است که در شهرستان نیوکراس، آرکانزاس واقع شده‌است. فر اوکس ۶۷٫۰۶ متر بالاتر از سطح دریا واقع شده‌است.